# Bruno Dondero
 (septembre 2014).
Bruno Dondero (né en 1973) est un juriste français.

## Biographie
Né en 1973, Fils de Mario Dondero et d'Annie Duchesne, Bruno Dondero est docteur en droit (2001) et agrégé de droit privé en 2007.
Il est, depuis le 1er septembre 2012, professeur à l’université Paris 1 Panthéon-Sorbonne et directeur du CAVEJ. Il a aussi été professeur à l'université de Picardie (2009-2012), à l'université de la Réunion (2007-2009), maître de conférences à l’université Paris 1 Panthéon-Sorbonne et directeur adjoint du CAVEJ (2001-2007).
Il enseigne et écrit dans plusieurs matières du droit des affaires (droit des contrats, droit des sociétés, droit des entreprises en difficulté, droit bancaire et financier, droit pénal des affaires) et en droit comparé.
Il assure la direction du Centre audiovisuel d'études juridiques (CAVEJ). Il est également directeur de Sorbonne Affaires/Finance, département de l'Institut de recherche juridique de la Sorbonne (IRJS).
Depuis 2018, il est avocat associé au sein du cabinet CMS Francis Lefebvre Avocats.
Enfin, il est un expert du Club des juristes, un think tank juridique français présidé par Nicole Belloubet.

## Travaux
Bruno Dondero est auteur de 682 articles et notes de doctrine selon la base de données bibliographiques Le Doctrinal.
Il a dirigé la thèse de doctorat de Arash Derambarsh dont de nombreuses parties ont été plagiées,, thèse qui a fini par être annulée par l’université Paris 1 Panthéon-Sorbonne en 2020.

### Publications

#### Ouvrages
- Apprendre le droit avec... : des professeurs de droit très particuliers : Cyril Hanouna, Junior le poney, les Soprano, Michel Platini, Bernard Laporte, Louis C. K., Mon oncle Charlie, etc., Enrick B. Editions, 2018[11]
- Droit des sociétés, Domat Montchrestien, 2018, 7e édition, en collaboration avec Paul Le Cannu (les deux premières éditions sont de M. Le Cannu seul)[12] * Hypercours Droit des sociétés, Dalloz, 2017, 5e édition[13]
- Les groupements dépourvus de personnalité juridique en droit privé – contribution à la théorie de la personnalité morale, Presses universitaires d’Aix-Marseille, 2006, préf. H. Le Nabasque[14]
- Manuel de droit bancaire mauricien, Lextenso[15], 2012, en collaboration avec Jean-Baptiste Seube[16]
- Droit 2.0 : Apprendre et pratiquer le droit au XXIe siècle, LGDJ-Lextenso éditions, 2015[17]